# Pánfilo Escobar
Pánfilo Eugenio Escobar Amarilla (n. Luque, Paraguay, 7 de septiembre de 1974) es un exfutbolista paraguayo y actual entrenador. Jugaba de defensa. Formó parte del seleccionado paraguayo adulto, con el cual jugó la Copa América de Colombia 2001, donde apenas jugó 3 partidos, que fueron además los 3 partidos, en que jugó con el seleccionado adulto. Actualmente dirige al club 29 de Setiembre de la Tercera División de Paraguay.

## Clubes

### Como jugador
| Club                   | País     | Año         |
| ---------------------- | -------- | ----------- |
| Reboceros de la Piedad | México   | 1994 - 1996 |
| Jaiba Brava            | México   | 1996 - 1997 |
| Guaraní                | Paraguay | 2000        |
| Sportivo Luqueño       | Paraguay | 2001        |
| Nacional               | Paraguay | 2002 - 2003 |
| Blooming               | Bolivia  | 2004        |
| Nacional               | Paraguay | 2005 - 2006 |
| General Caballero      | Paraguay | 2007        |
| Deportes Quindío       | Colombia | 2007        |
| Técnico Universitario  | Ecuador  | 2008        |
| Sportivo Trinidense    | Paraguay | 2009 - 2010 |
| General Díaz           | Paraguay | 2011        |
| River Plate            | Paraguay | 2011        |

### Como entrenador
| Club            | País     | Año  |
| --------------- | -------- | ---- |
| 29 de Setiembre | Paraguay | 2017 |